# Бєлгородсько-Харківська операція
Бєлгородсько-Харківська операція умовна назва Операція «Полководець Румянцев» — наступальна операція військ Воронезького та Степового фронтів 3—23 серпня 1943 року в ході Курської битви з метою розгрому бєлгородсько-харківського угруповання ворога і створення умов для оволодіння Лівобережною Україною.
В ході наступу радянські війська завдали відчутної поразки ворогові в районі Томарівки і Борисовки та 5 серпня звільнили Бєлгород. 11 серпня вони блокували залізницю Харків—Полтава і впритул підійшли до Харківського оборонного обводу. Контрнаступ німецьких військ був відбитий. 23 серпня, оволодівши Харковом, радянські війська нависли над донбасівським угрупованням противника, готуючись до боїв за Лівобережжя.
За мужність і відвагу, проявлені при оволодінні Харковом, десяти стрілецьким дивізіям Степового фронту присвоєно найменування «Харківські», двом стрілецьким дивізіям і авіаполку за звільнення Бєлгорода — «Бєлгородські».